# Paleokonzervatismus
Paleokonzervatismus (anglicky Paleoconservatism) je pravicový politický směr především ve Spojených státech, mezi jehož základní pilíře patří tradicionalistický hodnotový konzervatismus (jsou proti manželství lidí stejného pohlaví, umělým potratům atd.), izolacionismus, antikomunismus a ideál minimálního státu. Jeho stoupenci jsou pro striktní omezení imigrace, odmítají posilování nadnárodních struktur na úkor suverénních států, dále pak vystupují proti multikulturalismu a pozitivní diskriminaci a odmítají vývoz demokracie do ciziny za cenu životů amerických vojáků a peněz amerických daňových poplatníků. Kořeny paleokonzervatismu jsou v takzvané Staré pravici (Old Right), která ve 30. a 40. letech oponovala politice New Deal. K hlavním teoretikům patří Pat Buchanan a Paul Gottfried.

## Představitelé
- Thomas Molnar
- John Lukacs
- Paul Gottfried
- Russell Kirk
- Thomas Fleming
- Pat Buchanan
- Jacob Neusner
- Allan Carlson
- James Kalb